# Godan kan
Godan, Kodan ali Koden (kitajsko 阔端太子, pinjin Kuòduān tàizi) je bil Džingiskanov vnuk in pred Kublajkanom guverner večine Kitajske, * 1206, † 1251. 
Bil je drugi sin Ogedeja in Toregene haktun in Gujukov brat. Najbolj znan je kot Godan kan, čeprav uradno ni bil kan. 
Godan je ukazal invazijo na Tibet, ki jo je izpeljal Doord Darkan leta 1240.
Leta 1247 so na predlog opata samostana Reting na Godanov dvor kot predstavniki tibetanskega političnega vodstva prišli tibetanski duhovni vodja in budistični učenjak Sakya Pandita in njegova nečaka. Sakya Pandita je med bivanjem na dvoru zdravil bolnega Godana, ki je postal njegov učenec in se spreobrnil v budizem.  Med Godanom ter Pandito in tibetanskimi vladarji so se s tem vzpostavili posebni odnosi. Sakya Pandita je razen tega s pomočjo svojega nečaka Drogon Čogjal Pagpe opugumil Godana, da je uvedel novo mongolsko pisavo, ki se po njem imenuje  pagspa.